# Маркиска Острва
Маркиска Острва или Острва Маркиз су група острва и аутономна област у Француској Полинезији. На француском позната су као Îles Marquises, Archipel des Marquises, или Marquises, а на локалном језику као Te Henua (K)enana или Te Fenua `Enata што значи „Земља људи“.
Шпански истраживач Алваро де Мендања де Неира назвао је острва по маркизи Мендози 1595. године.

## Демографија
Маркиска Острва су претрпела огроман пад броја становника као резултат болести пренесених из Европе. Највише је људи помрло од великих богиња. У 16−ом веку на острвима је живело преко 100.000 људи, а до средине 19−ог века преостало их је 20.000. Почетком 20−ог века остало их је само 2.000. По попису из 2012, број становника је 9.264. 

## Географија
Маркиска Острва се налазе отприлике 1.600 km североисточно од Тахитија. 
Површина им је 1.049,3 km², а највеће маркиско острво Нуку Хива је друго највеће острво на целој територији Француске Полинезије (после Тахитија). 
Највећа насеља на острвима су: Таиохае (1.700) и Атуона (1.230).